# سنية المنقعي
سنية المنقعي هي ممثلة تونسية.

## مسيرتها
تخرجت من معهد ستراسبورغ. دخلت عالم السينما، وكان أول ظهور لها كممثلة عام 1996 في فيلم صيف حلق الوادي للمخرج فريد بوغدير.
في عام 1998، حصلت سنية المنقعي على جائزة الترجمة الأنثوية عن ادائها لشخصية نورية في فيلم ليلة القدر للمخرج عبد الكريم بهلول في مهرجان فالنسيا السينمائي المتوسطي.
في عام 2011، كانت عضوًا في لجنة تحكيم الدورة الثالثة من مهرجان الفيلم التونسي، الذي أقيم في الفترة من 25 إلى 27 نوفمبر في باريس. في ديسمبر 2014، كانت عضوًا في لجنة تحكيم النسخة الثانية من مهرجان ليالي الفيلم القصير التونسي، الذي لا يزال في باريس.

## اعمالها
- صيف حلق الوادي - بدور مريم.
- ليلة القدر - بدور نورية.
- المريض الإنجليزي
- الأمير
- أزور وأسمر
- مكتوب

## الجوائز
في عام 2007، حصلت على الجائزة البرونزية لأفضل فيلم قصير في مهرجان دبي السينمائي الدولي.